# Espinal argentin
Localisation
 (juillet 2025).
Si vous disposez d'ouvrages ou d'articles de référence ou si vous connaissez des sites web de qualité traitant du thème abordé ici, merci de compléter l'article en donnant les références utiles à sa vérifiabilité et en les liant à la section « Notes et références ».
L'Espinal argentin, en anglais Argentina Espinal (NT0801), est une écorégion terrestre du WWF située dans les plaines du centre-est de l'Argentine. Elle est rangée dans les prairies, savanes et brousses tempérées de l'écozone Néotropique.
Elle forme un arc irrégulier depuis le centre de la province de Corrientes et le nord d'Entre Rios, en passant par le centre de Santa Fe et de Cordoba, une grande partie de San Luis, et le centre de La Pampa.
C'est un bois xérophile similaire à celui de la province du Chaco, mais plus bas, sans quebracho colorado et avec diverses espèces de caroubiers, des forêts de palmiers et des savanes gramineuses. Il se divise en trois zones: le District du Ñandubay, où dominent les bois de ñandubay (Prosopis algarrobilla) et caroubier (Prosopis nigra), accompagnés de nombreuses autres espèces, tels que l'acacia caven, le Celtis spinosa, le quebracho blanc; le District d'Algarrobo, avec la présence de bois de caroubier noir et blanc (Prosopis alba), accompagnés de Celtis spinosa et de chagnards (Geoffroea decorticans); et le District du Caldén, avec des bois xérophiles, des steppes gramineuses et des brousses d'arbustes. Le climax est un bois de caldén (Prosopis caldenia), accompagné d'autres arbres typiques de la province comme le Condalia microphylla et le Larrea divaricata.

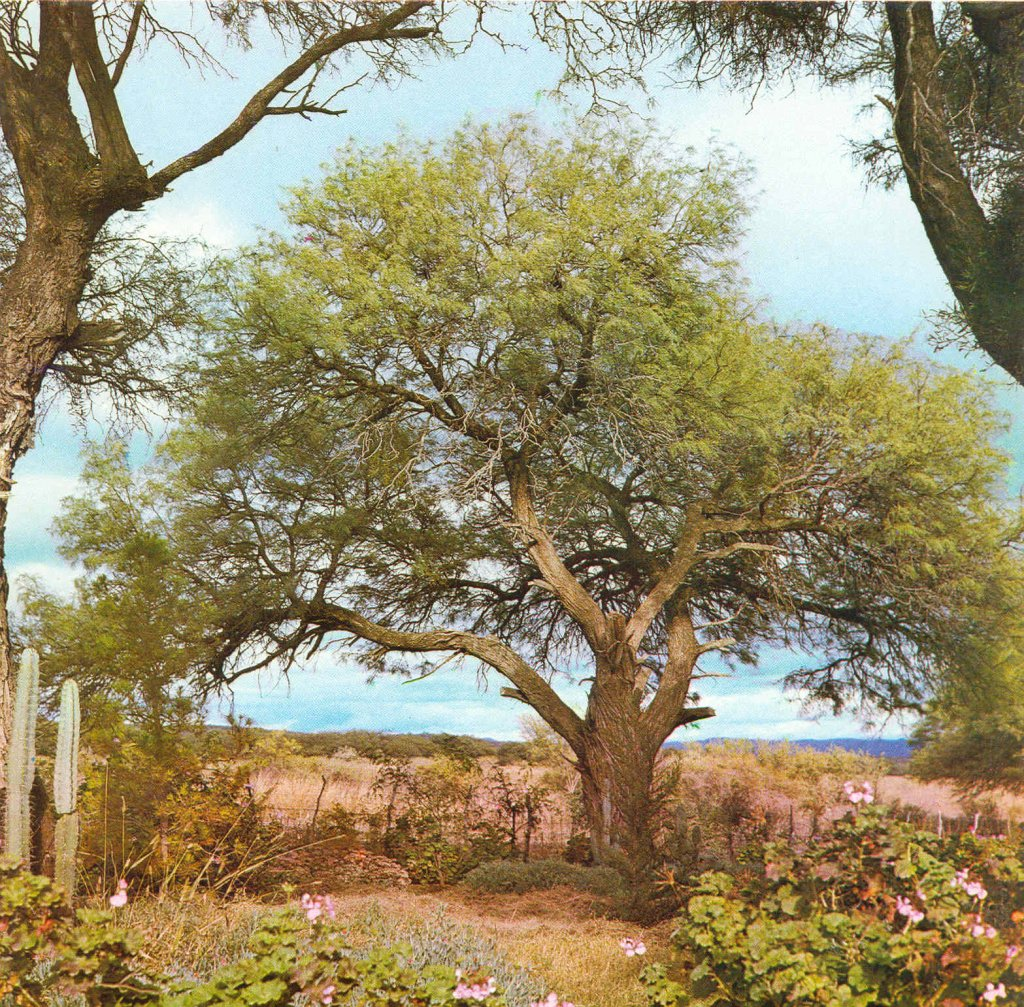
Le caroubier blanc, un arbre caractéristique de cette écorégion.

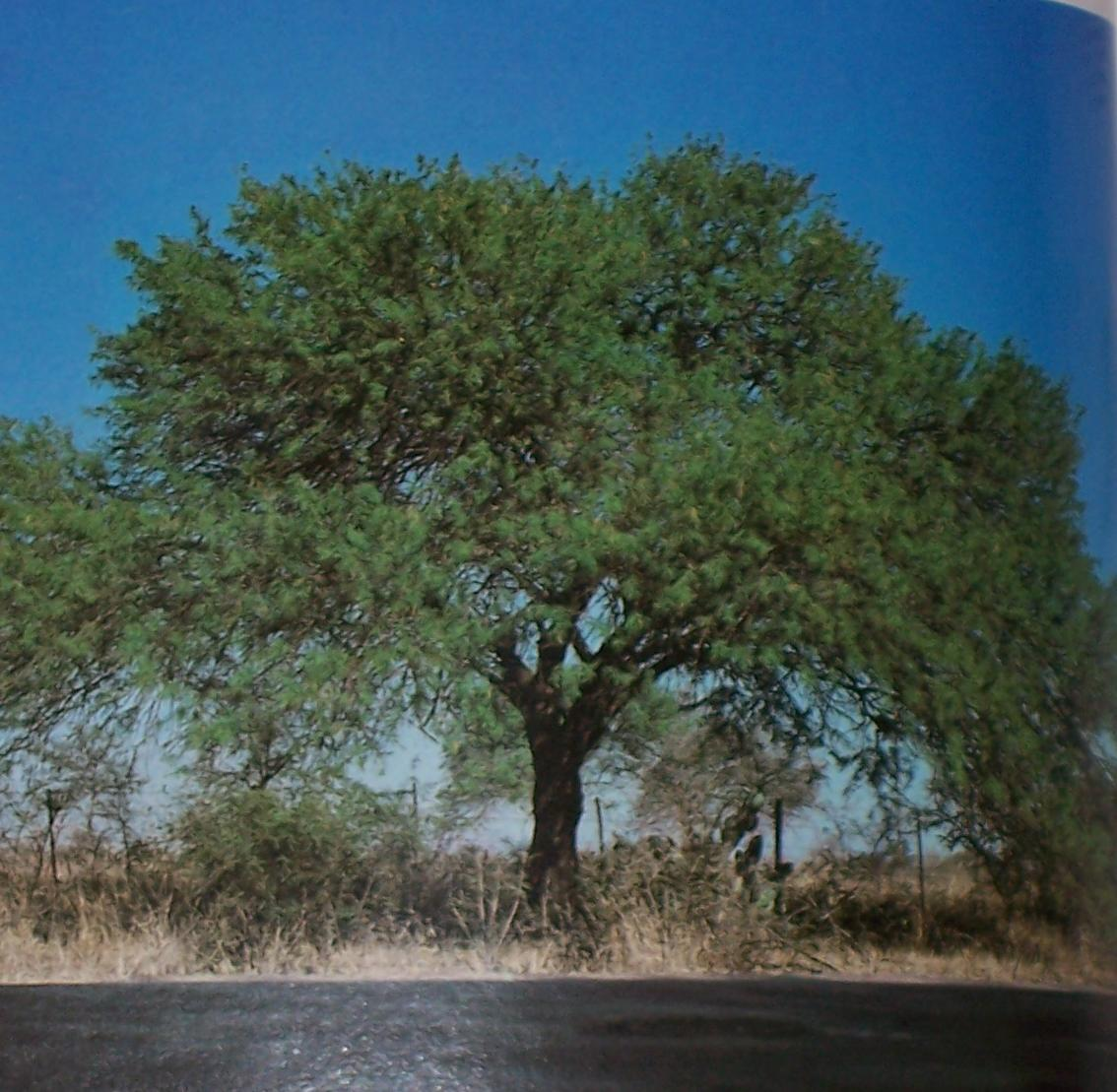
Le caroubier noir, un autre arbre caractéristique de cette écorégion.

## Distribution

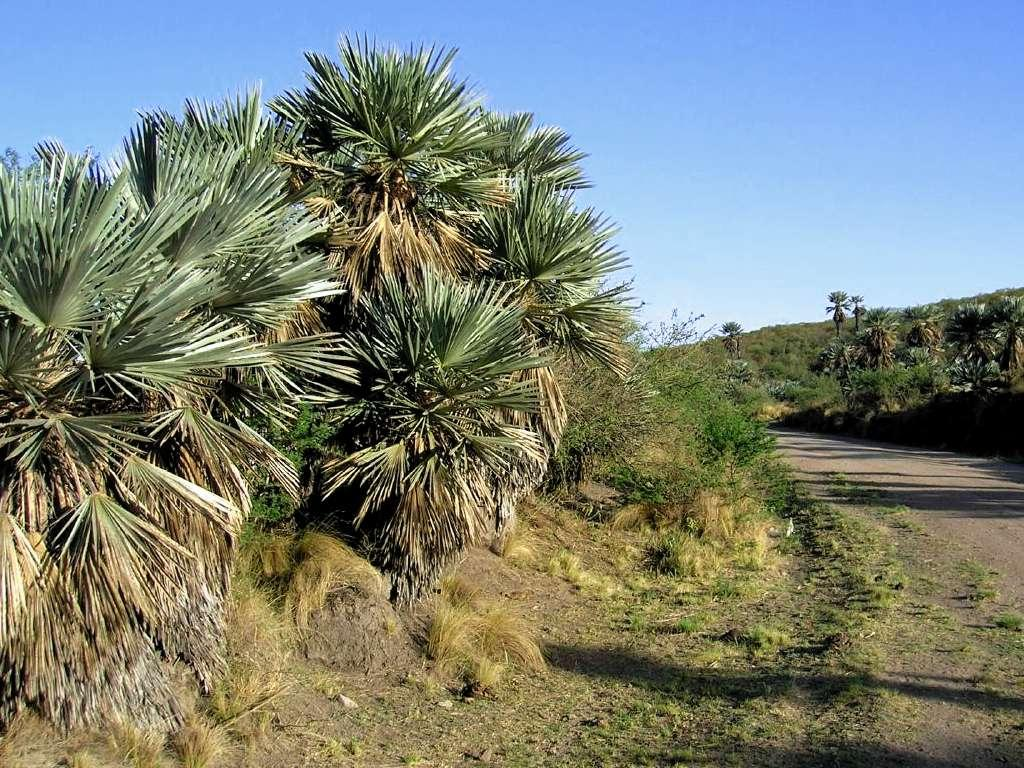
Le palmier caranday, un arbre caractéristique de cette écorégion.

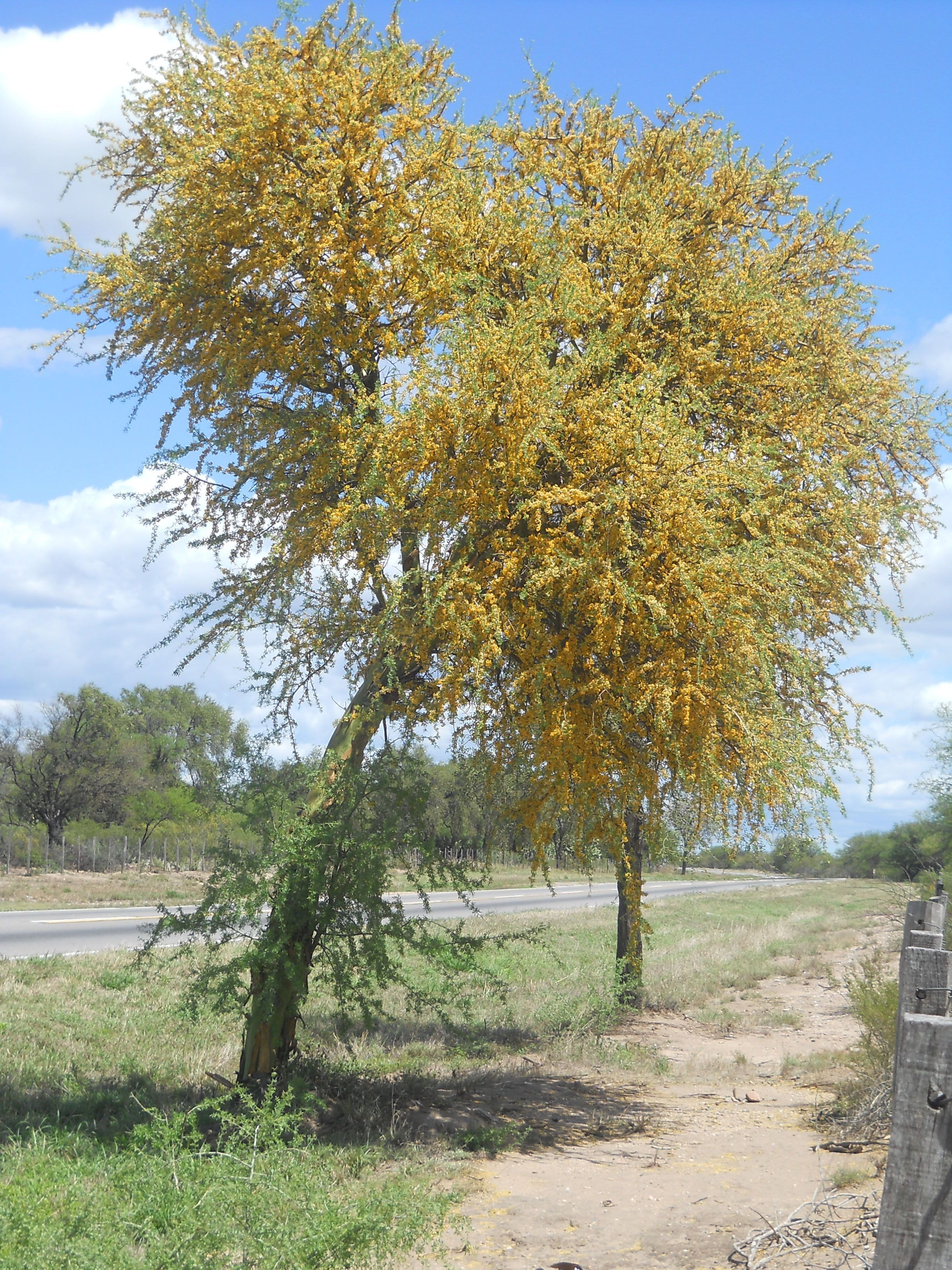
Le Chagnard, un arbre caractéristique de cette écorégion.

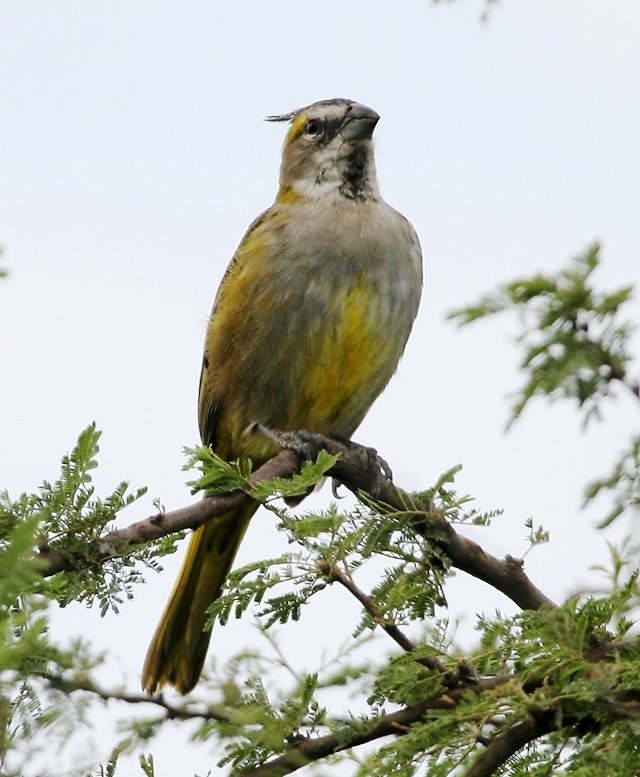
Cardinal jaune, un oiseau en danger d'extinction dans les bois de cette écorégion.

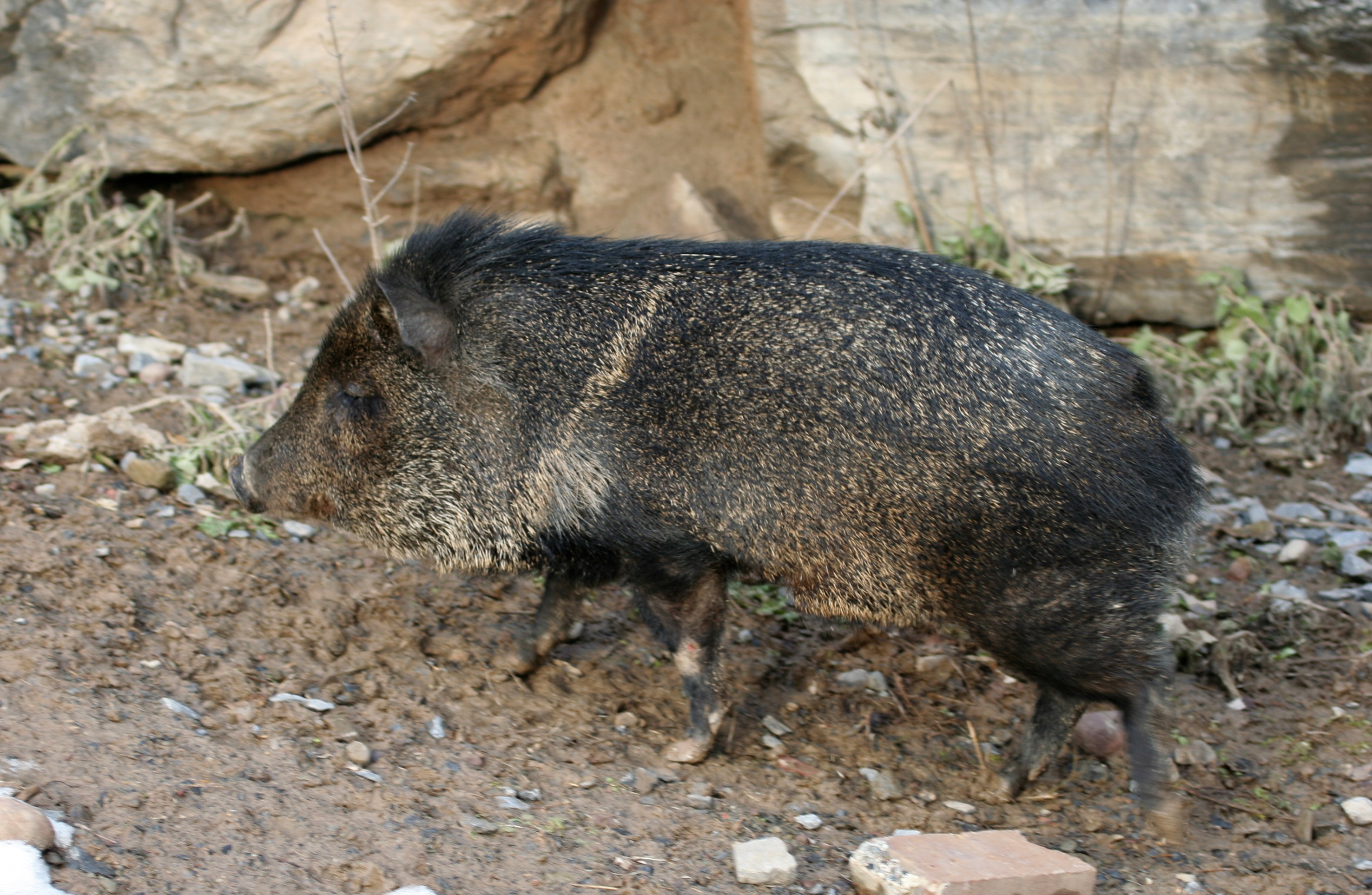
Le Dicotyles tajacu est une des nombreuses espèces de mammifères éteints dans cette écorégion.

Cette écorégion se distribue, de façon exclusive, dans le centre de l'Argentine depuis le niveau de la mer jusqu'à environ 700 m d'altitude, principalement dans les zones centrales des provinces de Santa Fe, Cordoba et San Luis. Vers le sud-est se détache une “queue” de cette écorégion qui va vers le sud, d'abord sur les ravins du rio Paraná dans la Province de Buenos Aires, dans la Ville Autonome de Buenos Aires, et ensuite (à la latitude du Rio de la Plata et de la mer d'Argentine) sur des cordons de coquilles  ou anciennes dunes fossiles, jusqu'à atteindre une zone de Mar del Plata et la sierra de los Padres.

## Caractéristiques géographiques
L'Espinal est une écorégion de la plaine du Chaco et de la Pampa, qui entoure par le nord, l'ouest et le sud l'Ecorégion de La Pampa. Elle comprend le sud de la Province de Corrientes, la moitié nord d'Entre Rios, une bande centrale de Santa Fe et Córdoba, le centre et le sud de San Luis, la moitié est de La Pampa et le sud de la province de Buenos Aires.

## Caractéristiques biologiques

### Flore
Le milieu est caractérisé par les herbes dures et les arbres épineux. Les espèces dominantes appartiennent principalement au genre des prosopis, spécifiquement le Prosopis nigra et le Prosopis alba, accompagnés par le chagnard, le Celtis spinosa (arbre avec des épines), le palmier Trithrinax et le Prosopis affinis. Dans les forêts australes c'est le Celtis ehrenbergiana qui domine,.

### Faune

#### Mammifères
Parmi les espèces de mammifères caractéristiques, les populations de beaucoup de taxons de cette écorégion étaient autrefois abondantes, mais aujourd'hui se trouvent totalement éteintes, par exemple le jaguar austral (Panthera onca palustris), le lama austral (Lama guanicoe guanicoe), le Dicotyles tajacu et le cerf des pampas (Ozotoceros bezoarticus celer dans le sud et Ozotoceros bezoarticus leucogaster dans le nord).
D'autres ont des populations très menacées ou en fort recul, entre autres, le puma de la pampa (Puma concolor cabrerae), le mara, la viscache (Lagostomus maximus).
En revanche, d'autres espèces sont encore communes: le chat de Geoffroy (Leopardus geoffroyi), le renard d'Aszara (Dusicyon gymnocercus), la mouffette des Andes (Conepatus chinga), le Petit grison (Galictis cuja), le cobaye sauvage (Cavia aperea pamparum), le ragondin (Myocastor coypus) et l'opossum à oreilles blanches (Didelphis albiventris).

#### Oiseaux
Parmi les espèces ornithologiques caractéristiques, les populations de beaucoup de taxons de cette écorégion se trouvent éteintes ou très menacées, par exemple la sturnelle des pampas (Sturnella defilippii) — aujourd'hui très rare —, le nandou d'Amérique (Rhea americana) — de plus en plus rare —, l'ouette à tête rousse (Chloephaga rubidiceps) — aussi pratiquement éteinte —, le tinamou isabelle (Rhynchotus rufescens) — en voie d'amélioration —, le tinamou élégant (Eudromia elegans) — en voie d'amélioration —, et le tinamou tacheté (Nothura maculosa) — affecté par l'agrochimie —.